# Holmsjön (Vilhelmina socken, Lappland, 722560-150746)
Holmsjön är en sjö i Vilhelmina kommun i Lappland och ingår i Ångermanälvens huvudavrinningsområde. Sjön har en area på 2,03 kvadratkilometer och ligger 496,2 meter över havet. Holmsjön ligger i Marsfjället Natura 2000-område. Sjön avvattnas av vattendraget Holmsjöbäcken.

## Delavrinningsområde
Holmsjön ingår i det delavrinningsområde (722521-150589) som SMHI kallar för Utloppet av Holmsjön. Medelhöjden är 519 meter över havet och ytan är 10,47 kvadratkilometer. Räknas de 4 avrinningsområdena uppströms in blir den ackumulerade arean 36,57 kvadratkilometer. Holmsjöbäcken som avvattnar avrinningsområdet har biflödesordning 4, vilket innebär att vattnet flödar genom totalt 4 vattendrag innan det når havet efter 387 kilometer. Avrinningsområdet består mestadels av skog (78 procent). Avrinningsområdet har 2,03 kvadratkilometer vattenytor vilket ger det en sjöprocent på 19,4 procent.